# Betschwanden
Betschwanden és un antic municipi del cantó de Glarus (Suïssa). A partir de l'1 de gener de 2011, Betschwanden es fusiona amb onze municipis i conformen el "municipi nou" Glarus Süd.